# دار بن حنيف (رخية)
'

تعديل مصدري - تعديل

دار بن حنيف هي إحدى قرى عزلة رخية بمديرية رخية التابعة لمحافظة حضرموت، بلغ تعداد سكانها 25 نسمة حسب تعداد اليمن لعام 2004.